# 陆波
陆波（葡萄牙語：Lok Po，1950年—），男，汉族，澳门人，澳门新闻工作者协会理事长，《澳门日报》社长。第十一屆、十二屆全國人大代表。2018年2月24日，当选为第十三届全国人大代表。